# Sidney Gilliat
Sidney Gilliat (15 de febrero de 1908 – 31 de mayo de 1994) fue un guionista, director y productor cinematográfico de nacionalidad británica.

## Biografía
Nacido en Stockport, Inglaterra, en 1927 empezó a escribir argumentos y adaptaciones en filmes clásicos como The Ghost Train (1931), Rome Express (1932) y Bulldog Jack (1935), pero la mayor parte de su filmografía no destacaba especialmente.
Más adelante se asoció con Frank Launder, formando un equipo de guionistas de éxito, escribiendo entre ambos casi cuarenta películas. Entre sus primeras colaboraciones figuran Seven Sinners (1936), The Lady Vanishes (1938, de Alfred Hitchcock), Night Train to Munich (1940, de Carol Reed, y The Young Mr Pitt (1942, también de Reed). 
A partir de 1945 Sidney Gilliat y Frank Launder fundaron su propia compañía productora, Individual Pictures, realizando una serie de filmes dramáticos y de suspense dignos de interés, entre ellos The Rake's Progress (1945), I See a Dark Stranger (1946) y Green for Danger (1946).
Mientras Frank Launder se dedicaba al suspense y a la intriga, Gilliat siguió otra tendencia, la de los filmes irónicos, como por ejemplo The Green Man (1956) y Left Right and Centre (1959), que no obtuvieron un gran éxito.
Gilliat también escribió el libreto  de la opera de Malcolm Williamson Our Man in Havana, basada en la novela Nuestro hombre en La Habana, de Graham Greene. Además, también trabajó en la adaptación cinematográfica.
En 1961 fue nombrado presidente de los Studios de Shepperton.
Gilliat se casó con Beryl Brewer a principios de la década de 1930. Tuvo dos hijas: Joanna Gilliat, periodista, y Caroline Gilliat, cantante de opera y profesora, casada con el periodista Anthony Cave Brown. Tuvo tres nietos, Amanda Eliasch, Toby Brown y Camilla Horn. Gilliat era hermano del productor Leslie Gilliat. 
Sidney Gilliat falleció en 1994 en Wiltshire, Inglaterra.

## Filmografía

### Guionista
(o diálogos, o historia original)
| - 1929 : Under the Greenwood Tree - 1930 : Lord Richard in the Pantry - 1930 : Bed and Breakfast - 1931 : The Happy Ending - 1931 : A Gentleman of Paris - 1931 : The Ghost Train - 1932 : Lord Babs - 1932 : Jack's the Boy - 1932 : Rome Express - 1933 : Sign Please - 1933 : Post Haste - 1933 : Falling for You - 1933 : Facing the Music - 1933 : Orders Is Orders - 1933 : Friday the Thirteenth - 1934 : Jack Ahoy - 1934 : Chu Chin Chow - 1934 : Mon cœur t'appelle - 1935 : Bulldog Jack - 1935 : King of the Damned - 1936 : Twelve Good Men - 1936 : Seven Sinners - 1936 : Where There's a Will - 1936 : Strangers on Honeymoon - 1936 : The Man Who Changed His Mind - 1937 : Take My Tip - 1938 : A Yank at Oxford - 1938 : Strange Boarders - 1938 : Ask a Policeman - 1938 : The Lady Vanishes - 1938 : The Gaunt Stranger - 1939 : Jamaica Inn | - 1939 : Inspector Hornleigh on Holiday - 1940 : They Came by Night - 1940 : Girl in the News - 1940 : Night Train to Munich - 1941 : Kipps - 1942 : Unpublished Story - 1942 : The Young Mr. Pitt - 1943 : Millions Like Us - 1944 : 2,000 Women - 1945 : Waterloo Road - 1945 : The Rake's Progress - 1946 : Green for Danger - 1946 : I See a Dark Stranger - 1948 : London Belongs to Me - 1950 : State Secret - 1953 : The Story of Gilbert and Sullivan - 1954 : The Belles of St Trinian's - 1955 : Geordie - 1955 : The Constant Husband - 1956 : The Green Man - 1957 : Blue Murder at St. Trinian's - 1957 : Fortune Is a Woman - 1959 : Left Right and Centre - 1960 : The Pure Hell of St. Trinian's - 1966 : The Great St. Trinian's Train Robbery - 1967 : Au théâtre ce soir : Cherchez le corps, Mister Blake (guion junto a Frank Launder) - 1971 : Endless Night - 1979 : The Lady Vanishes (teatro) - 1982 : The Boys in Blue |

### Productor
| - 1945 : The Rake's Progress - 1946 : Green for Danger - 1946 : I See a Dark Stranger - 1947 : Captain Boycott - 1948 : London Belongs to Me - 1949 : The Blue Lagoon - 1950 : The Happiest Days of Your Life - 1950 : State Secret - 1951 : Lady Godiva Rides Again - 1952 : La Minute de vérité - 1953 : Folly to Be Wise - 1953 : The Story of Gilbert and Sullivan | - 1954 : The Belles of St. Trinian's - 1955 : Geordie - 1955 : The Constant Husband - 1956 : The Green Man - 1957 : Blue Murder at St. Trinian's - 1957 : Fortune Is a Woman - 1957 : The Smallest Show on Earth - 1959 : Left Right and Centre - 1959 : The Bridal Path - 1960 : The Pure Hell of St. Trinian's - 1971 : Endless Night |

### Director
| - 1943 : Millions Like Us - 1945 : Waterloo Road - 1945 : The Rake's Progress - 1946 : Green for Danger - 1948 : London Belongs to Me - 1950 : State Secret - 1953 : The Story of Gilbert and Sullivan | - 1955 : The Constant Husband - 1957 : Fortune Is a Woman - 1959 : Left Right and Centre - 1962 : Only Two Can Play - 1966 : The Great St. Trinian's Train Robbery - 1971 : Endless Night |

### Actor
- 1945 : The Rake's Progress
- 1930 : You'd Be Surprised!

### Ayudante de dirección
- 1929 : Would You Believe It!

### Series televisivas
- 1996 : Cinema Europe: The Other Hollywood (guion y dirección)
- 1959 : Left Right and Centre

### Presentador
- 1957 : Blue Murder at St. Trinian's
- 1957 : The Smallest Show on Earth
- 1959 : Left Right and Centre
- 1966 : The Great St. Trinian's Train Robbery